# كأس نيوزيلندا 1975
كأس نيوزيلندا 1975 (بالإنجليزية: 1975 Chatham Cup) هو موسم من كأس نيوزيلندا. فاز فيه كرايستشرش يونايتد.